# Victòria pírrica
Una victòria pírrica és aquella que s'aconsegueix mitjançant grans pèrdues en el bàndol guanyador. Tal expressió és emprada en diversos àmbits, a més a més del bèl·lic. El nom de l'expressió prové de Pirros, descendent d'Aquil·les i marit d'Antígona, que fou rei de l'Epir entre el 307 aC i 302 aC. Aquest aconseguí diverses victòries a Heraclea i Asculum davant l'exèrcit romà tot i que va patir un gran nombre de baixes en ambdós enfrontaments.